# Heniochus singularius
Heniochus singularius – ryba morska z rodziny chetonikowatych. Hodowana w akwariach morskich.

## Występowanie
Zamieszkuje rafy koralowe na głębokościach 2 – 40 m, od wschodnich rejonów Oceanu Indyjskiego do Samoa, południowej Japonii i Nowej Kaledonii.

## Charakterystyka
Dorasta do 30 cm długości. Przebywają pojedynczo lub w małych grupach. Żywią się polipami koralowców.